# 艾爾港鎮區 (明尼蘇達州密爾湖縣)
艾爾港鎮區（英語：Isle Harbor Township）是位於美國明尼蘇達州密爾湖縣的一個行政鎮區。

## 地方資料
艾爾港鎮區的面積為83.20平方千米，當中陸地面積為70.12平方千米，而水域面積為13.07平方千米。根據2020年美國人口普查的數據，當地共有人口557人，而人口密度為每平方千米6.69人。